# The Only Way (film 1914 Pollard)
The Only Way è un cortometraggio muto del 1914 diretto da Harry A. Pollard. Prodotto dalla Beauty (American Film Manufacturing Company), il film aveva come interpreti Margarita Fischer, Fred Gamble, Joe Harris e lo stesso regista, Harry Pollard.

## Trama
La bella June Meadows ha due corteggiatori: il banchiere della città e Jack, un povero marinaio. Quando il banchiere si accorge lei gli preferisce Jack, lascia il campo libero al suo rivale, ritirandosi. Il marinaio, imbarcato per lavoro, parte promettendo a June di sposarla al suo ritorno. Ma la nave naufraga e tutto l'equipaggio perisce in mare. June, rimasta incinta, supplica il banchiere di sposarla per salvarla dalla vergogna. L'uomo, ancora innamorato, la sposa.

Passa qualche tempo, il bambino nasce e Jack ritorna in paese. Scoprendo che June ha sposato il banchiere, ha uno scontro con lui, interrotto dall'intervento della donna che, folle di gioia per il ritorno dell'amante, gli mostra tutta orgogliosa il loro bambino. Il marito le fa notare che lei è sua moglie e invita Jack a ritornare il giorno seguente, quando lui avrà pensato a come risolvere quella difficile situazione.

Il giorno dopo, la coppia di amanti si ritrova sola: una visione annuncia a June che il marito non è più tra i vivi, avendo voluto, in questo modo, lasciare libera l'amata moglie, sacrificandosi fino alla morte per lei.

## Produzione
Il film fu prodotto dalla Beauty (American Film Manufacturing Company).

## Distribuzione
Distribuito dalla Mutual, il film - un cortometraggio in una bobina - uscì nelle sale statunitensi il 15 settembre 1914.